# Quận Madison, Arkansas
Quận Madison là một quận thuộc tiểu bang Arkansas, Hoa Kỳ.
Quận này được đặt tên theo James Madison, tổng thống Hoa Kỳ. Theo điều tra dân số của Cục điều tra dân số Hoa Kỳ năm 2000, quận có dân số 14.243 người. Quận lỵ đóng ở Huntsville.

## Địa lý
Theo Cục điều tra dân số Hoa Kỳ, quận có diện tích 837 dặm vuông Anh (2.170 km2), trong đó có 0,3 dặm vuông Anh (0,78 km2) là diện tích mặt nước.

### Các xa lộ chính
- U.S. Highway 412
- Highway 12
- Highway 16
- Highway 21
- Highway 23
- Highway 45
- Highway 74

### Quận giáp ranh
- Quận Carroll (bắc)
- Quận Newton (đông)
- Quận Johnson (đông nam)
- Quận Franklin (nam)
- Quận Crawford (tây nam)
- Quận Washington (tây)
- Quận Benton (tây bắc)